# Високе (Сватівський район)
Висо́ке — село в Україні, у Троїцькій селищній громаді Сватівського району Луганської області. Населення становить 23 особи. Орган місцевого самоврядування — Тополівська сільська рада.

## Населення

### Мова
Розподіл населення за рідною мовою за даними перепису 2001 року:
| Мова       | Кількість | Відсоток |
| ---------- | --------- | -------- |
| російська  | 18        | 78.26%   |
| українська | 5         | 21.74%   |
| Усього     | 23        | 100%     |